# Шу Чанг
Шу Чанг (кит.: 舒暢, нар. 24 лютого 1977, Ціндао) — китайський футболіст, що грав на позиції захисника за клуб «Шаньдун Лунен» і національну збірну Китаю.

## Клубна кар'єра
У дорослому футболі дебютував 1996 року виступами за команду «Шаньдун Лунен», кольори якої і захищав протягом усієї своєї кар'єри гравця, що тривала п'ятнадцять років. 

## Виступи за збірну
Протягом 2000–2004 років викликався до національної збірної Китаю, провів у її формі 11 матчів.

## Титули і досягнення
- Чемпіон Китаю: 1999, 2006, 2008, 2010
- Володар Кубка Китаю: 1999, 2004, 2006
- Володар Кубка Суперліги Китаю: 2004

Збірні
- Бронзовий призер Азійських ігор: 1998